# Stig Østergaard Nielsen
Stig Østergaard Nielsen (* 31. August 1954) ist ein dänischer Generalmajor a. D. der dänischen Luftwaffe.

## Leben
Østergaard Nielsen absolvierte die Flyvevåbnets Officersskole, den Generalstabskurs der dänischen Streitkräfte und den NATO Defense Course und das Royal College of Defence Studies in London. Er diente über vierzig Jahre in der dänischen Luftwaffe. 1999 bis 2003 war Østergaard Nielsen Befehlshaber des Luftwaffenstützpunkts Karup, 2003 bis 2004 Befehlshaber des Stützpunkts Værløse. 2005 bis 2009 war er Befehlshaber des Flyvertaktisk Kommando in Karup und wurde von Henrik Røboe Dam abgelöst. 2009 bis 2012 war er Befehlshaber des Combined Air Operations Centre der NATO in Finderup. Zuletzt war er von 2012 bis Oktober 2015 Befehlshaber des neugeschaffenen Arktisk Kommando. Er wurde von Kim Jesper Jørgensen abgelöst. Seit seiner Pensionierung arbeitet er bei der Beratungsfirma Rud Pedersen.